# Agave bracteosa
Agave bracteosa es una especie de planta fanerógama de la familia Asparagaceae.

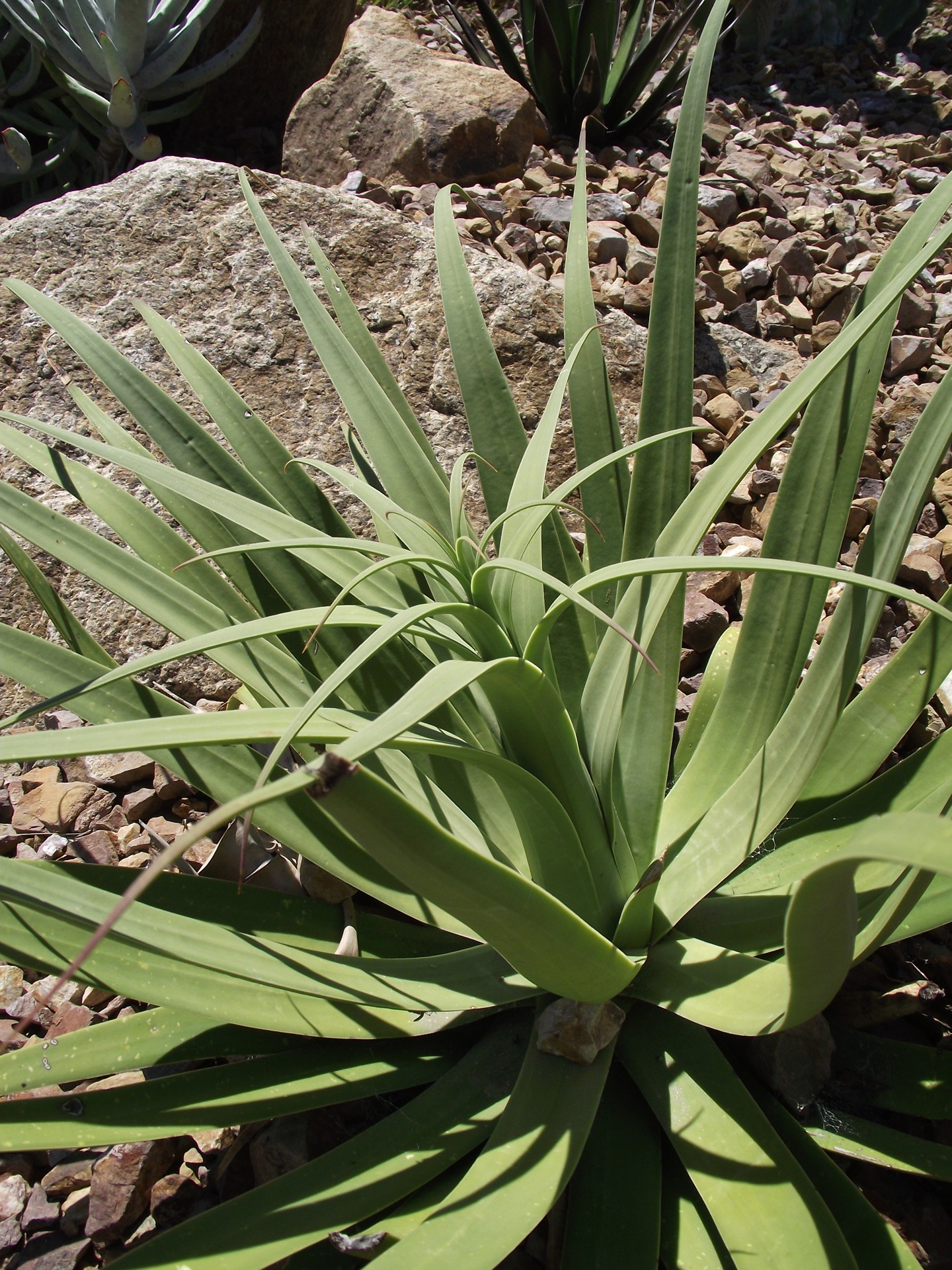
Vista de la planta

## Distribución y hábitat
Es endémica de pequeñas localidades de la Sierra Madre Oriental en el noreste de México, donde se encuentra en acantilados o laderas rocosas a 900-1700 m s. n. m.

## Descripción
Pequeño entre los ágaves, son plantas suculentas de color verde con hojas largas y lanceoladas alcanzando los 50-70 cm de longitud y 3-5 cm de ancho en su base donde son más anchas. Tienen diminutos dientes en los márgenes con tendencia a curvarse, y no presenta espina terminal. La inflorescencia en espiga de 1.2-1.7 metros, su tercio superior está cubierto de flores blancas o amarillo pálido. 

## Taxonomía
Agave bracteosa fue descrito por S.Watson ex Engelm. y publicado en Rumphia 2: 118. 1843.
Etimología
Agave: nombre genérico que fue dado a conocer científicamente en 1753 por el naturalista sueco Carlos Linneo, quien lo tomó del griego Agavos. En la mitología griega, Ágave era una ménade hija de Cadmo, rey de Tebas que, al frente de una muchedumbre de bacantes, asesinó a su hijo Penteo, sucesor de Cadmo en el trono. La palabra agave alude, pues, a algo admirable o noble.
bracteosa: epíteto latino que significa "con brácteas".